# Eagle (пісня)
Ця стаття про пісню гурту ABBA. Можливо, ви шукали статтю про рок-гурт 1970-х Eagles; див. також інші значення.
Пісню «Eagle» записав шведський гурт ABBA 1977 року. Вона стала першою з підготовлених для запису п'ятого студійного альбому групи (The Album), а також найтривалішою піснею із записаних ними (довжина запису - 5 хвилин 51 секунда, секундою більше, ніж «The Day Before You Came» — 5:50). Композиція вийшла в небагатьох країнах разом з «Thank You for the Music» як друга сторона.

## Історія
«Eagle» була написана Бені Андерссоном і Бйорном Ульвеусом, вокал — Агнета Фельтског і Анні-Фрід Лінгстад.
«Eagle" не був особливо успішний в чартах. Одна з причин може полягати в тому, що пісня була на вже виданому альбомі The Album; інша — в обмеженій географії випусків (Бельгія, ФРН, Франція, Австрія, Нідерланди, Швейцарія, Австралія). З метою збільшення доступності пісні для радіо пісню було суттєво скорочено (з 5:51 до 4:25) шляхом вирізання інструментальних вставок і третього приспіву; в Австралії та Франції пішли ще далі, зробивши раннє загасання пісні, і її тривалість скоротилася всього до трьох з половиною хвилин.
Сингл вийшов в травні 1978 року, з тим щоб заповнити паузу, що утворилася між попереднім синглом «Take a Chance on Me» і наступним, ще не підготовленим треком «Summer Night City». Друга сторона «Eagle», «Thank You for the Music», пізніше (вже після розпаду гурту) сама обмежено вийшла як сингл (наприклад, у Великій Британії), де «Eagle» не виходив.

## Позиції в чартах
| Чарт                             | Позиція |
| -------------------------------- | ------- |
| Australian ARIA Singles Chart    | 82      |
| Austrian Singles Chart           | 17      |
| Belgian VRT Top 30 Singles Chart | 1       |
| Dutch Top 40                     | 4       |
| French IFOP Singles Chart        | 36      |
| German Singles Chart             | 6       |
| Swiss Singles Chart              | 7       |

## Кавер-версії
- Лейбл Almighty Records  випустив танцювальну версію пісні у виконанні Abbacadabra наприкінці 1990-х, яка згодом була включена в компіляцію 2008 We Love ABBA: The Mamma Mia Dance Compilation[2].
- Оригінальний запис ABBA є у фільмі ABBA: The Movie (1977).
- У хард-рок-гурту Sargant Fury є кавер-версія Eagle, з потужною переробкою, близькою до хеві-металу.
- Київський академічний хор «Хрещатик» виконував «Eagle» в хоровій обробці[3]